# Nephrotoma medioflava
Nephrotoma medioflava är en tvåvingeart som beskrevs av Oosterbroek 1985. Nephrotoma medioflava ingår i släktet Nephrotoma och familjen storharkrankar. Inga underarter finns listade i Catalogue of Life.